# 芳川赳
芳川 赳（よしかわ たけし、1895年10月20日 - 1951年7月9日）は、美術評論家、作家。
長崎県島原市生まれ。長崎県立島原中学校(現長崎県立島原高等学校）、明治大学卒業、出版界に入り小説、評論などを書く。美術春秋社を興し、『美術春秋』『日本画傑作年鑑』等の編輯発行者となる。戦後は「美術鑑賞」を発行した。

## 著書
- 『作品が語る作家の悶』泰山房 1918
- 『異性征服の秘訣』文明堂書店 1920
- 『恋の前科者』文明堂書店 1920
- 『釈迦及仏徒の女難』学芸書院 1921
- 『観音 長篇創作』二松堂書店 1924
- 『大凡蓮如』二松堂書店 1924
- 『新帝展問題の解剖』二松堂書店 1935
- 『現代日本画壇人物論』錦正社 1938
- 『画壇現地報告 第1輯(昭和18年秋)』国民美術研究所 1943
- 『安田善次郎』先生書店 1943

### 共著編
- 『彩管をもつ人に』三井万里共著 文明堂書店 1920
- 『図画教授法の新研究』矢沢弦月共著 教文書院 1923
- 『帝国美術院の権威』豊田豊共著 美術春秋社 1930
- 『恩師を語る 京都篇』豊田豊共編 美術春秋社 1931
- 『日本美術院』豊田豊共著 美術春秋社 1931
- 『現代大家写生及略画法 花鳥の巻』編 二松堂書店 1934
- 『現代日本画家評伝 第1篇　福田平八郎』豊田豊共著　芸術春秋社 1939
- 『現代日本画家評伝 第2篇 堅山南風』神崎憲一共著 美術春秋社 1940
- 『現代日本画家評伝 第3篇 堂本印象』川路柳虹共著 美術春秋社 1940
- 『現代日本画家評伝 第4篇 徳岡神泉』豊田豊共著 美術春秋社 1940
- 『現代日本画家評伝 第5篇 金嶋桂華』神崎憲一共著　美術春秋社、1941
- 『現代日本画家評伝  第6篇 森白甫』川路柳虹共著　豊国社、1942
- 『現代日本画家評伝 第7篇 宇田荻邨』豊田豊共著 豊国社 1942
- 『画舫思索抄』編 美術春秋社 1943
- 『古径先生の肖像』編 千城書店 1951

翻訳
- ジヨン・チャリース・ビーチヤム『ボルネオの妖姫』二松堂 1942

## 注
1. ↑  東京文化財研究所